# Bistum Santarém (Portugal)
Das Bistum Santarém (lat.: Dioecesis Santaremensis in Lusitania, port.: Diocese de Santarém) ist eine in Portugal gelegene römisch-katholische Diözese mit Sitz in Santarém.

## Geschichte
Das Bistum Santarém wurde am 16. Juli 1975 durch Papst Paul VI. mit der Apostolischen Konstitution Apostolicae Sedis consuetudinem aus Gebietsabtretungen des Patriarchats von Lissabon errichtet und diesem als Suffraganbistum unterstellt.

## Bischöfe von Santarém
- António Francisco Marques OFM, 1975–1997
- Manuel Pelino Domingues, 1998–2017
- José Augusto Traquina Maria, seit 2017